# 6532 Scarfe
6532 Scarfe (1995 AC) là một tiểu hành tinh vành đai chính được phát hiện ngày 4 tháng 1 năm 1995 bởi D. D. Balam ở Climenhaga. The asteroid is named Canadian Colin D. Scarfe, professor of astronomy ở University of Victoria; Scarfe is the brother of actor Alan Scarfe